# 汕头老妈宫
汕头老妈宫，又称汕头天后宫、新关天后庙，是位于中华人民共和国广东省汕头市金平区升平路4、6号的清代古建筑，1988年11月19日入选为汕头市市级文物保护单位。

## 历史
汕头老妈宫据传建于清朝嘉庆年间，光绪五年（1879年）重建，是汕头开埠片区最早的建筑物之一。此后的100余年间，老妈宫日渐破败，文化大革命期间遭到损毁并被征用。1988年11月19日，汕头市人民政府将汕头老妈宫公布为市级文物保护单位。1991年，在当地市民与华侨、港澳人的捐赠下，汕头市文化局主持对老妈宫进行了照旧重修，将原有的石雕、木雕和嵌瓷逐渐复原。
老妈宫正对面的空地在嘉庆年间还建造了戏台，民国19年（1930年）被国民政府改建为“汕头第一市场”，并将三楼留作戏院之用，一楼、二楼则为农贸市场。中华人民共和国成立后，戏台建筑先被作为商贸市场、百货公司驻地等，2016年，汕头市人民政府批准对戏台进行修复重建，恢复了其作为老妈宫戏台的功能。

## 建筑
汕头老妈宫建筑面积328.24平方米，进深20.4米，面阔15.6米，为前后二歇山顶连结一座硬山顶的穿斗式抬梁结构，共二进，有一个天井和一个拜亭，正殿内供奉妈祖神像，左右则配祀“注生娘娘”“珍珠娘娘”两位传说中掌管生育与抚养的神祇，殿内还竖有两根来自福建莆田和晋江的石匠雕刻的盘龙柱石雕，楹梁为通体金漆的木雕，在门斗、石壁及屋顶处均用嵌瓷艺术装饰，有双龙戏珠、花鸟人物等图案。
老妈宫旁侧有一座关帝庙，主祀关羽，旁祀关平和周仓。老妈宫对面建有老妈宫戏台，俗称“妈宫前”，建筑风格为中西融合样式，外侧有卷草窗花图案的浮雕、彩釉砖、清水红砖墙和彩色玻璃，内部共三层，为开放式回廊，一、二层最多可容纳200人，进门处有一尊高2.7米的汉白玉妈祖雕像，戏台内还有一处明代时期开挖的古井。

## 图集

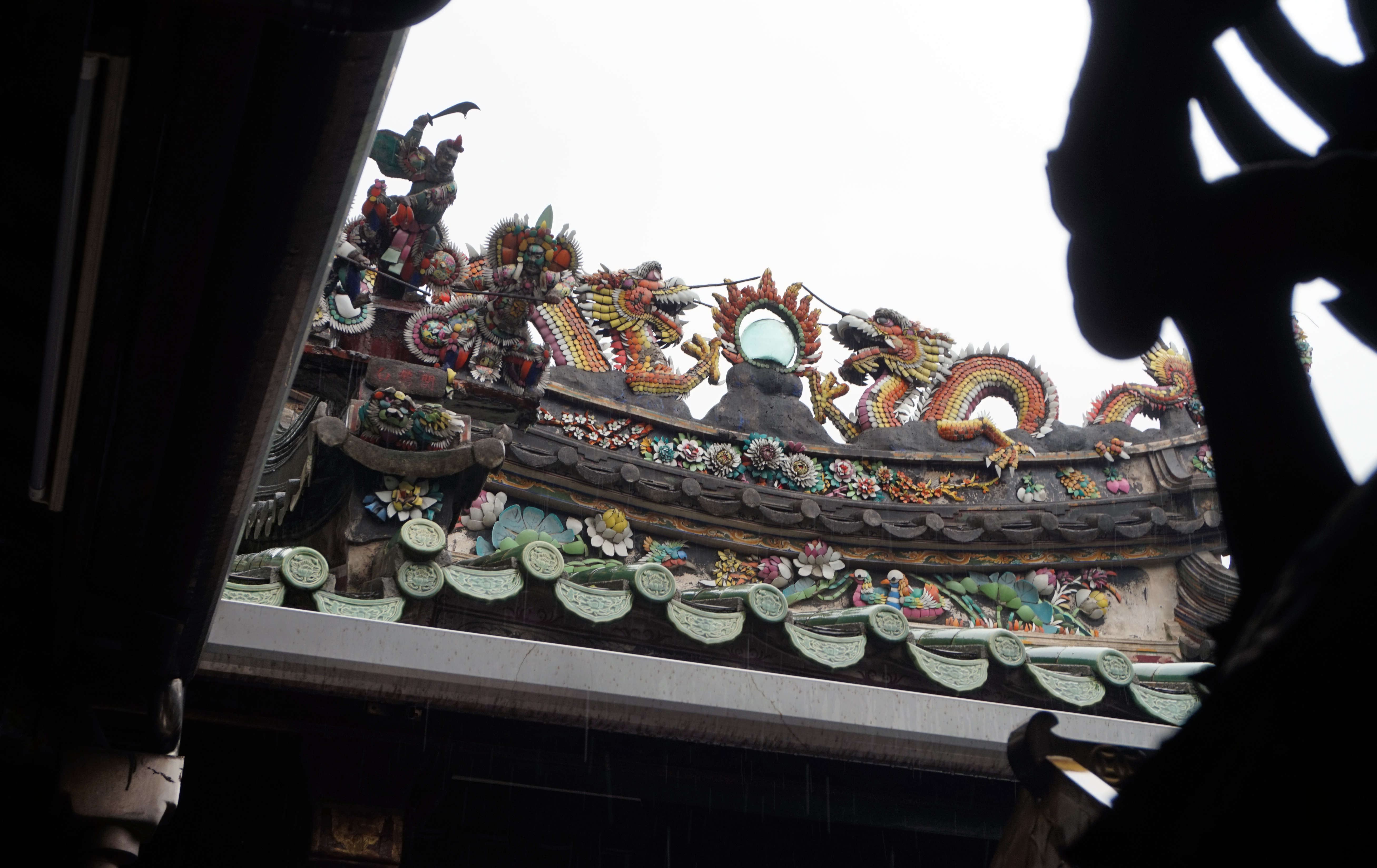
老妈宫屋脊的双龙戏珠嵌瓷
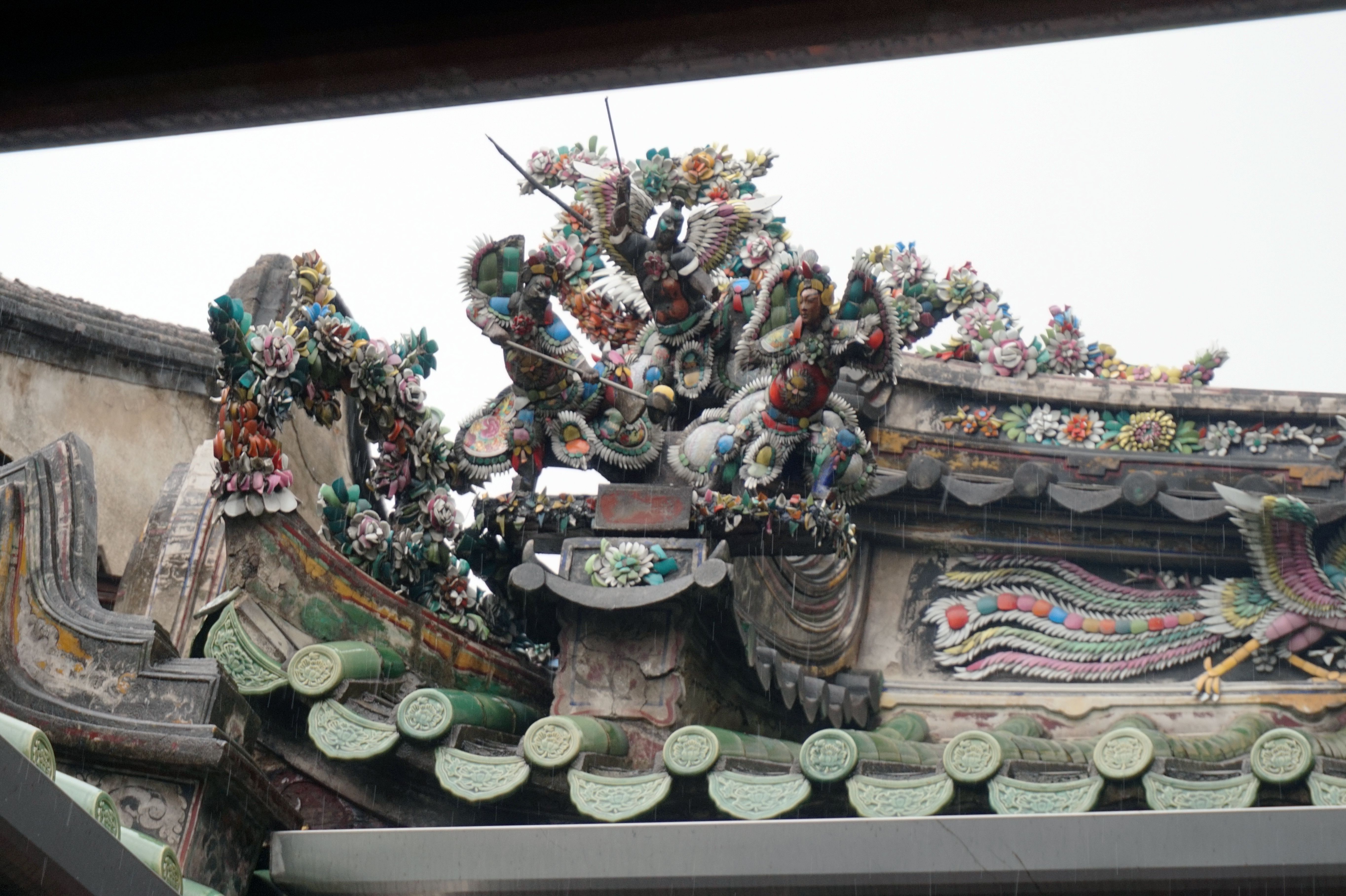
老妈宫垂脊的神明、花朵嵌瓷
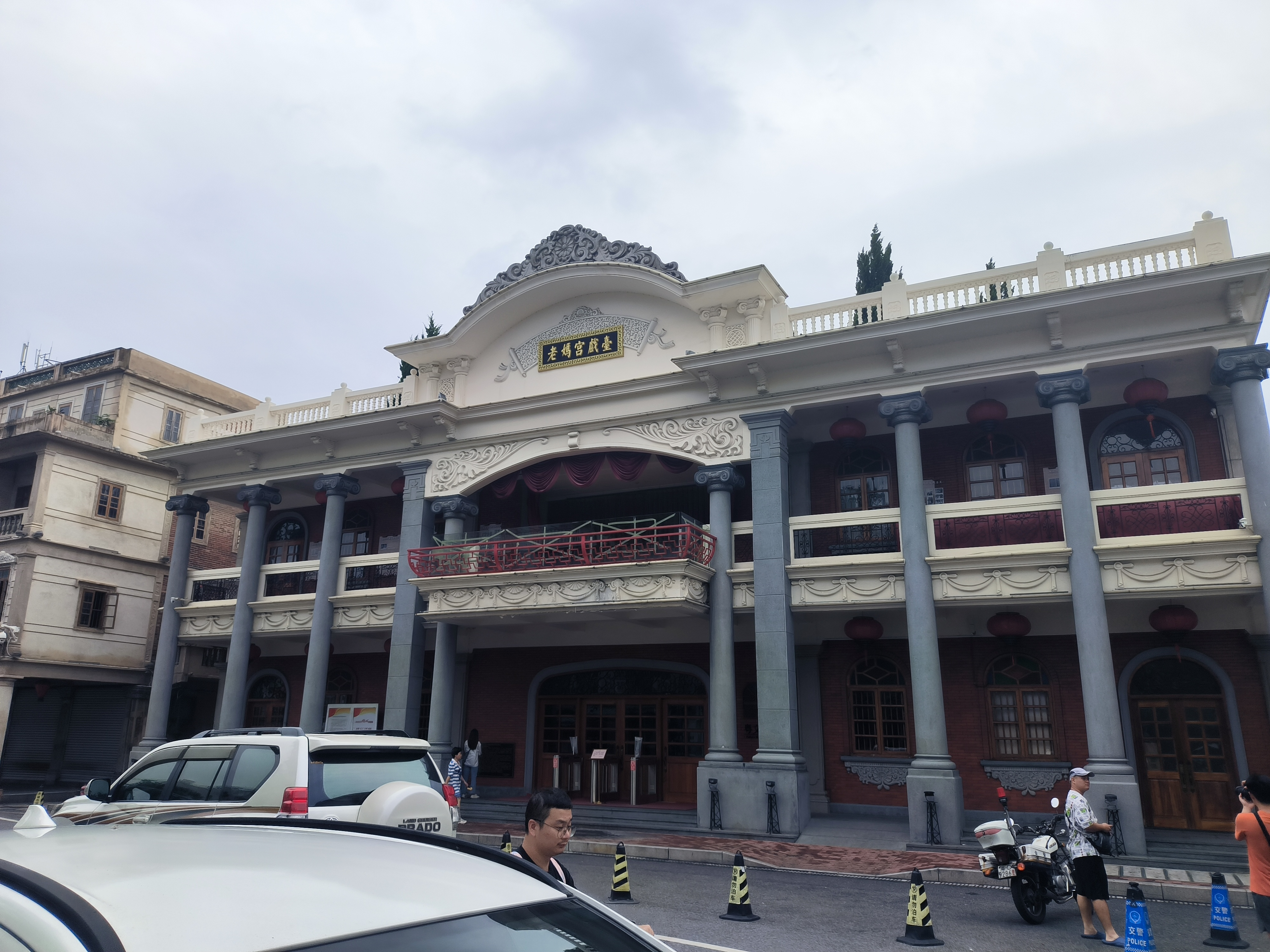
老妈宫戏台，建于1930年代